# Kosuke and Rikimaru

Kosuke and Rikimaru: The Dragon of Kompei Island (小助さま力丸さま-コンペイ島の竜- - Kosuke-sama Rikimaru-sama - Konpeitou no Ryuu) est un film d'animation japonais écrit par Akira Toriyama, sorti en septembre 1988.

## Synopsis
Tanukikouji Sakurako, une professeur originaire de Tokyo et spécialisé dans l'étude des dragons, se rend sur l'île de Konpei afin d'étudier un nouveau specimen. Un militaire, le général Yamada, et son armée sont eux aussi à la recherche du dragon pour lui voler une pierre précieuse que l'animal porte sur son front. Kosuke et Rikimaru, les gardiens de l'île, vont avoir fort à faire.

## Fiche technique
- Titre original : Kosuke and Rikimaru: The Dragon of Kompei Island
- Réalisation : Akira Toriyama
- Scénario : Toyo Ashida
- Pays d'origine : Japon
- Format : Couleurs
- Genre : Aventures fantastiques
- Date de sortie : septembre 1988
- Durée : 47 minutes

## Autour du film
Kosuke est un jeune ninja qui ressemble un peu à Kennosuké ou à Soramaru. Cette première réalisation d'Akira Toriyama fut projeté dans plus de 30 localités au Japon.